# إلين ماركس
إلين ماركس (بالفرنسية: Ellen Marx )‏ (و. 1939  م) هي فنانة تشكيلية، وكاتِبة فرنسية ألمانية، ولدت في ساربروكن.